# Ezeni
Ezeni – wieś w Rumunii, w okręgu Prahova, w gminie Filipeștii de Târg. W 2011 roku liczyła 401 mieszkańców.